# 西口茂男
西口茂男（1929年—2017年9月12日），日本黑道人物，指定暴力團住吉會第二代會長、住吉一家總裁。

## 略歷
- 1940年代, 在戰後投靠芝浦住吉一家的向後平（向後初代）。
- 1956年3月6日, 因為浅草妙清寺抗争案入獄。
- 1991年2月，繼任為住吉一家六代目總長。
- 2002年1月，就任住吉會總裁。
- 2005年4月17日，指名福田晴瞭繼承住吉一家七代目總長。
- 2017年9月12日，在東京都內醫院病逝，享年88歲。[1]